# NGC 836
NGC 836 est une vaste (?) galaxie lenticulaire située dans la constellation de la Baleine. NGC 836 a été découverte par l'astronome américain Frank Müller en 1886.

## Caractéristiques
Sa vitesse par rapport au fond diffus cosmologique est de 4 147 ± 38 km/s, ce qui correspond à une distance de Hubble de 61,2 ± 4,3 Mpc (∼200 millions d'al).
À ce jour, une mesure non basée sur le décalage vers le rouge (redshift) donne une distance d'environ 77,900 Mpc (∼254 millions d'al). Cette valeur est à l'extérieur des valeurs de la distance de Hubble. Notons que c'est avec la valeur moyenne des mesures indépendantes, lorsqu'elles existent, que la base de données NASA/IPAC calcule le diamètre d'une galaxie et qu'en conséquence le diamètre de NGC 836 pourrait être d'environ 43,4 kpc (∼142 000 al) si on utilisait la distance de Hubble pour le calculer.